# Новицкий, Пётр Васильевич
Пётр Васи́льевич Нови́цкий (18 апреля 1867 — после 1917) — ананьевский уездный предводитель дворянства, член Государственной думы 3-го и 4-го созывов от Херсонской губернии.

## Биография
Православный. Из потомственных дворян. Землевладелец Херсонской губернии (1300 десятин).
Окончил Ананьевскую гимназию (1886) и Новороссийский университет по юридическому факультету (1890).
По окончании университета поступил на государственную службу и в течение года состоял при прокуроре Одесской судебной палаты. В 1892 году был назначен земским начальником 8-го участка Ананьевского уезда, в каковой должности состоял до 1906 года. В начале 1890-х занялся и общественной деятельностью: избирался гласным Ананьевского уездного и Херсонского губернского земских собраний.
В русско-японскую войну был призван из запаса и в составе 53-й артиллерийской бригады участвовал в военных действиях, в чине прапорщика исполнял обязанности старшего офицера 1-й батареи. Вернувшись с войны, был избран почетным мировым судьей (с 1906) и Ананьевским уездным предводителем дворянства (1906—1917). Кроме того, состоял попечителем трех церковно-приходских школ и земской школы. Дослужился до чина статского советника (1915).
В 1907 году был избран членом Государственной думы от Херсонской губернии. Входил во фракцию правых. Состоял членом комиссий: продовольственной, по судебным реформам, по запросам, по направлению законодательных предположений, по исполнению государственной росписи доходов и расходов. Поддерживал Столыпинскую аграрную реформу. Был сторонником конституционной монархии. Входил в Русское собрание, в 1912 году был избран членом Совета РС. Участвовал в съездах Объединенного дворянства.
В 1912 году был переизбран в Государственную думу от Херсонской губернии. Входил во фракцию правых. Состоял членом комиссий: по направлению законодательных предложений, по судебным реформам, по военным и морским делам, по исполнению государственной росписи доходов и расходов, бюджетной и сельскохозяйственной.
В конце марта—начале апреля 1917 находился в Херсонской губернии, был отозван председателем Думы Родзянкой, получившим от местного населения жалобы, обвинявшие Новицкого в том, что он созывал крестьянские сходы и агитировал за самодержавие. Новицкий эти обвинения не признавал.
Судьба после 1917 года неизвестна. Был холост.